# Wiesław Holajn
Wiesław Holajn (ur. 7 września 1932 w Warszawie, zm. 4 lipca 2008 w Cieszynie) – polski inżynier górnik, w młodości lekkoatleta sprinter.
Ukończył studia na Wydziale Górnictwa Politechniki Śląskiej. Był pracownikiem dozoru w kopalniach „Knurów”, „Staszic” i „Śląsk” oraz w Przedsiębiorstwie Robót Górniczych w Gliwicach.
Jako lekkoatleta wystąpił w sztafecie 4 × 100 metrów na mistrzostwach Europy w 1954 w Bernie, ale odpadł w eliminacjach (sztafeta biegła w składzie: Nikodem Goździalski, Holajn, Zdobysław Stawczyk, Emil Kiszka). Zdobył srebrny medal w tej konkurencji na Akademickich Mistrzostwach Świata (UIE) w 1954 w Budapeszcie (skład sztafety: Holajn, Stawczyk, Zenon Baranowski, Kiszka), a w biegu na 200 metrów zajął 6. miejsce w finale. Odpadł w półfinale biegu na 200 metrów na Międzynarodowych Igrzyskach Sportowej Młodzieży w Warszawie w 1955.
Był wicemistrzem Polski w biegu na 200 metrów w 1952 i w sztafecie 4 × 100 metrów w 1954 oraz brązowym medalistą w sztafecie 4 × 100 metrów w 1953.
Ustanowił rekord Polski w sztafecie 4 × 100 metrów wynikiem 41,4 s (7 sierpnia 1954 w Budapeszcie, w sztafecie biegli Holajn, Stawczyk, Baranowski i Kiszka), a także klubowy rekord Polski w tej konkurencji czasem 43,4 (2 lipca 1953 w Krakowie). 
Został pochowany na cmentarzu przy ulicy Pancewskickiej w Ktowicach Sektor 6 rząd 8 grób 11.
Rekordy życiowe:
| Konkurencja        | Data i miejsce                 | Wynik |
| ------------------ | ------------------------------ | ----- |
| bieg na 100 metrów | 10 października 1954, Katowice | 10,6  |
| bieg na 200 metrów | 6 sierpnia 1954, Budapeszt     | 21,6  |